# Ненужен антракт
„Ненужен антракт“ е български игрален филм (драма) от 1987 година на режисьора Мина Стойкова, по сценарий на Невелина Попова. Оператор е Георги Чолаков. Музиката във филма е композирана от Стефан Димитров.

## Актьорски състав
- Цветана Манева – Благовеста Радева
- Атанас Атанасов – Атанас Костов
- Петя Силянова – Вера
- Стефан Мавродиев – Данчо
- Катерина Евро – Катето
- Румен Иванов – Божидар
- Таня Масалитинова – Майката на Благовеста
- Славчо Митев – Професор Данайлов
- Теодор Юруков – Професор Александров
- Емил Христов – Дисертантът
- Христина Костадинова – Леля ваня
- Георги Г. Георгиев – Първи научен сътрудник
- Свилен Тонев – Втори научен сътрудник
- Стефан Иванов – Трети научен сътрудник
- Светослав Овчаров – Четвърти научен сътрудник